# Синява (Киевская область)
Синя́ва (укр. Синява) — село, входит в Ракитнянский район Киевской области Украины. Расположено на реке Рось.
Население по переписи 2001 года составляло 3603 человека. Почтовый индекс — 09634. Телефонный код — 4562. Занимает площадь 70 км². Код КОАТУУ — 3223786001.
В селе находится одна из старейших деревянных церквей Киевской области — Николаевская церковь, построенная в 1730 году.

## Местный совет
09634, Київська обл., Рокитнянський р-н, с. Синява

## История
Село Синява было в составе Островской волости Васильковского уезда Киевской губернии. В селе была Воскресенская и Николаевская церковь.

## Известные уроженцы
- Бондаренко, Михаил Григорьевич — Герой Советского Союза.